# Pericallis cruenta
A Pericallis cruenta a fészkesvirágzatúak (Asterales) rendjébe és az őszirózsafélék (Asteraceae) családjába tartozó faj.

## Rendszertani besorolása
A Pericallis cruentát, korábban az aggófüvek (Senecio) nemzetségbe sorolták Senecio cruentus néven.

## Előfordulása
A Pericallis cruenta a Spanyolországhoz tartozó Kanári-szigetek egyik endemikus növényfaja. Ezt a Pericallis-fajt termesztik is.

## Képek

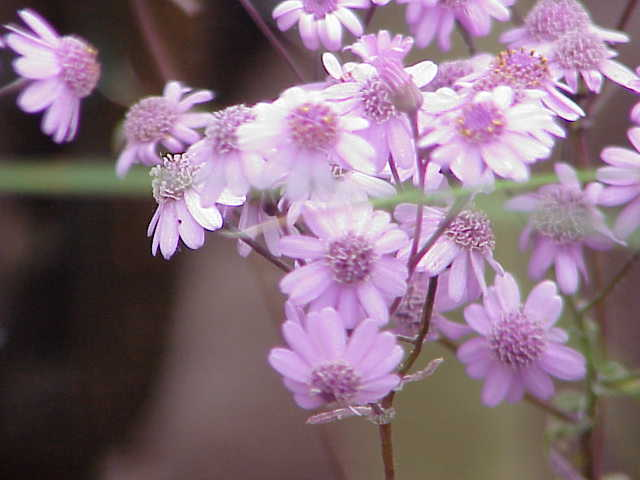
virágai
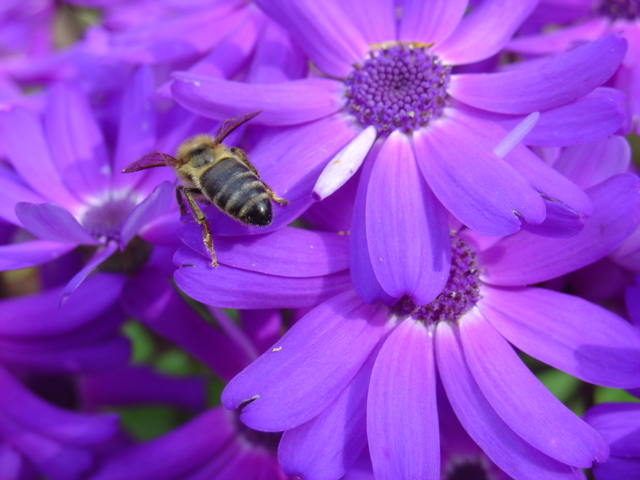
megporzás közben